# Velika nagrada Japonske 2010
Velika nagrada Japonske 2010 je šestnajsta dirka Svetovnega prvenstva Formule 1 v sezoni 2010. Odvijala se je 10. oktobra 2010 na dirkališču Suzuka Circuit. Zmagal je Sebastian Vettel, drugo mesto je osvojil Mark Webber, oba Red Bull-Renault, tretji pa je bil Fernando Alonso, Ferrari.
Red Bullova dirkača sta na kvalifikacijah, ki so zaradi močnega dežja v soboto potekale v nedeljo zjutraj, osvojila prvo štartno vrsto, v drugi vrsti sta stala Robert Kubica in Fernando Alonso, v tretji pa Jenson Button in Nico Rosberg, med tem ko Lucas di Grassi ni štartal zaradi trčenja še pred štartom dirke. Vetel je z najboljšega štartnega položaja povedel, sledili so mu Kubica, Webber, Alonso, Button in Lewis Hamilton, ki je zaradi kazni ob menjavi menjalnika štartal z osmega mesta. V prvem krogu prišlo do več trčenj, zaradi katerih so odstopili Vitantonio Liuzzi, Vitalij Petrov, Felipe Massa in Nico Hülkenberg, zaradi česar je na stezo zapeljal varnostni avto. V tretjem krogu je zaradi odpadlega kolesa odstopil do tedaj drugouvrščeni Kubica. Tudi postanki v boksih v ospredju vrstnega reda niso spremenili, le Button je zaradi precej poznejšega postanka padel za Hamiltona, ki pa je v zadnjem delu dirke zaradi manjše okvare menjalnika padel nazaj na peto mesto za Buttona. Šesto mesto je osvojil Michael Schumacher, sedmo pa Kamui Kobajaši, ki je na dirki prehitel kar enajst dirkačev, največ v zanki. 

## Rezultati
* - kazen.

### Kvalifikacije
| Poz | Št | Dirkač             | Konstruktor          | 1. del   | 2. del   | 3. del   | Št. m. |
| --- | -- | ------------------ | -------------------- | -------- | -------- | -------- | ------ |
| 1   | 5  | Sebastian Vettel   | Red Bull-Renault     | 1:32,035 | 1:31,184 | 1:30,785 | 1      |
| 2   | 6  | Mark Webber        | Red Bull-Renault     | 1:32,476 | 1:31,241 | 1:30,853 | 2      |
| 3   | 2  | Lewis Hamilton     | McLaren-Mercedes     | 1:32,809 | 1:31,523 | 1:31,169 | 8*     |
| 4   | 11 | Robert Kubica      | Renault              | 1:32,808 | 1:32,042 | 1:31,231 | 3      |
| 5   | 8  | Fernando Alonso    | Ferrari              | 1:32,555 | 1:31,819 | 1:31,352 | 4      |
| 6   | 1  | Jenson Button      | McLaren-Mercedes     | 1:32,636 | 1:31,763 | 1:31,378 | 5      |
| 7   | 4  | Nico Rosberg       | Mercedes             | 1:32,238 | 1:31,886 | 1:31,494 | 6      |
| 8   | 9  | Rubens Barrichello | Williams-Cosworth    | 1:32,361 | 1:31,874 | 1:31,535 | 7      |
| 9   | 10 | Nico Hülkenberg    | Williams-Cosworth    | 1:32,211 | 1:31,926 | 1:31,559 | 9      |
| 10  | 3  | Michael Schumacher | Mercedes             | 1:32,513 | 1:32,073 | 1:31,846 | 10     |
| 11  | 22 | Nick Heidfeld      | BMW Sauber-Ferrari   | 1:33,011 | 1:32,187 |          | 11     |
| 12  | 7  | Felipe Massa       | Ferrari              | 1:32,721 | 1:32,321 |          | 12     |
| 13  | 12 | Vitalij Petrov     | Renault              | 1:32,849 | 1:32,422 |          | 13     |
| 14  | 23 | Kamui Kobajaši     | BMW Sauber-Ferrari   | 1:32,783 | 1:32,427 |          | 14     |
| 15  | 14 | Adrian Sutil       | Force India-Mercedes | 1:33,186 | 1:32,659 |          | 15     |
| 16  | 17 | Jaime Alguersuari  | Toro Rosso-Ferrari   | 1:33,471 | 1:33,071 |          | 16     |
| 17  | 15 | Vitantonio Liuzzi  | Force India-Mercedes | 1:33,216 | 1:33,154 |          | 17     |
| 18  | 16 | Sébastien Buemi    | Toro Rosso-Ferrari   | 1:33,568 |          |          | 18     |
| 19  | 18 | Jarno Trulli       | Lotus-Cosworth       | 1:35,346 |          |          | 19     |
| 20  | 19 | Heikki Kovalainen  | Lotus-Cosworth       | 1:35,464 |          |          | 20     |
| 21  | 25 | Lucas di Grassi    | Virgin-Cosworth      | 1:36,265 |          |          | 21     |
| 22  | 24 | Timo Glock         | Virgin-Cosworth      | 1:36,332 |          |          | 22     |
| 23  | 21 | Bruno Senna        | HRT-Cosworth         | 1:37,270 |          |          | 23     |
| 24  | 20 | Sakon Jamamoto     | HRT-Cosworth         | 1:37,365 |          |          | 24     |

### Dirka
| Poz | Št | Dirkač             | Konstruktor          | Krogi | Čas/Odstop    | Št. m. | Toč |
| --- | -- | ------------------ | -------------------- | ----- | ------------- | ------ | --- |
| 1   | 5  | Sebastian Vettel   | Red Bull-Renault     | 53    | 1:30:27,323   | 1      | 25  |
| 2   | 6  | Mark Webber        | Red Bull-Renault     | 53    | + 0,905 s     | 2      | 18  |
| 3   | 8  | Fernando Alonso    | Ferrari              | 53    | + 2,721 s     | 4      | 15  |
| 4   | 1  | Jenson Button      | McLaren-Mercedes     | 53    | + 13,522 s    | 5      | 12  |
| 5   | 2  | Lewis Hamilton     | McLaren-Mercedes     | 53    | + 39,595 s    | 8      | 10  |
| 6   | 3  | Michael Schumacher | Mercedes             | 53    | + 59,933 s    | 10     | 8   |
| 7   | 23 | Kamui Kobajaši     | BMW Sauber-Ferrari   | 53    | + 1:04,038    | 14     | 6   |
| 8   | 22 | Nick Heidfeld      | BMW Sauber-Ferrari   | 53    | + 1:09,648    | 11     | 4   |
| 9   | 9  | Rubens Barrichello | Williams-Cosworth    | 53    | + 1:10,846    | 7      | 2   |
| 10  | 16 | Sebastien Buemi    | Toro Rosso-Ferrari   | 53    | + 1:12,804    | 18     | 1   |
| 11  | 17 | Jaime Alguersuari  | Toro Rosso-Ferrari   | 52    | +1 krog       | 16     |     |
| 12  | 19 | Heikki Kovalainen  | Lotus-Cosworth       | 52    | +1 krog       | 20     |     |
| 13  | 18 | Jarno Trulli       | Lotus-Cosworth       | 51    | +2 kroga      | 19     |     |
| 14  | 24 | Timo Glock         | Virgin-Cosworth      | 51    | +2 kroga      | 22     |     |
| 15  | 21 | Bruno Senna        | HRT-Cosworth         | 51    | +2 kroga      | 23     |     |
| 16  | 20 | Sakon Jamamoto     | HRT-Cosworth         | 50    | +3 krogi      | 24     |     |
| Ods | 4  | Nico Rosberg       | Mercedes             | 47    | Vzmetenje     | 6      |     |
| Ods | 14 | Adrian Sutil       | Force India-Mercedes | 44    | Puščanje olja | 15     |     |
| Ods | 11 | Robert Kubica      | Renault              | 2     | Kolo          | 3      |     |
| Ods | 10 | Nico Hülkenberg    | Williams-Cosworth    | 0     | Trčenje       | 9      |     |
| Ods | 7  | Felipe Massa       | Ferrari              | 0     | Trčenje       | 12     |     |
| Ods | 12 | Vitalij Petrov     | Virgin-Cosworth      | 0     | Trčenje       | 13     |     |
| Ods | 15 | Vitantonio Liuzzi  | Force India-Mercedes | 0     | Trčenje       | 17     |     |
| Ods | 25 | Lucas di Grassi    | Virgin-Cosworth      | 0     | Vzmetenje     | 21     |     |